# Il branco (film 1994)
Il branco è un film italiano del 1994 diretto da Marco Risi, tratto dall'omonimo romanzo di Andrea Carraro, ispirato a una storia vera, che ha partecipato alla sceneggiatura. Il film è stato presentato in concorso alla 51ª Mostra internazionale d'arte cinematografica di Venezia.

## Trama
In un paese non ben definito della provincia romana, abita un giovane di nome Raniero che è "apparentemente", onesto e gentile, ed è felicemente fidanzato con una ragazza del paese di nome Esterina che lo ama profondamente, e con cui passa molte giornate insieme. Inoltre Raniero ha come ambizione di diventare carabiniere, venendo per questo soprannominato in dialetto romano Er Carubba dai suoi amici e vicini di casa, i quali ironizzano sulla sua passione per la Benemerita, poiché è attratto dai valori dell'arma dei carabinieri, ed insieme alla fidanzata Esterina vorrebbe andarsene dalla realtà del suo paese che sta fortemente stretta a lui ed alla sua fidanzata. Raniero però, nonostante sembri un ragazzo integerrimo, ha una rapporto difficile e conflittuale con il padre, che vorrebbe che Raniero continuasse il lavoro di operaio alle cave della zona e gli rinfaccia anche la poca stima che ha per lui, mentre Raniero rinfaccia al padre che il lavoro che fa è faticoso e noioso. Inoltre suo padre, è furioso perché Raniero ha delle amicizie sbagliate con alcuni ragazzi balordi del paese, i quali compiono numerosi atti violenti che vanno dalle risse ai furti, e che a causa di questo stile vita delinquenziale sono stati arrestati numerose volte fin da bambini, diventando così tristemente conosciuti in tutti i paesi della campagna romana con i soprannomi di Ottorino, Sola, Ciccio, Pallesecche e Brunello. Questa banda di balordi è poi spalleggiata dal meccanico del paese, il sor Quinto che grazie alle loro malefatte si arricchisce in maniera cospicua, poiché ricicla i proventi dei loro furti e delle loro scorribande, e che nasconde la banda quando è ricercata da polizia e carabinieri per non farli arrestare.
Alcuni giorni dopo aver fatto domanda scritta per far parte dell'Arma, Raniero incontra la sua comitiva al bar intenta a giocare al biliardo, dove assiste alla partita dei suoi amici che si comportano in maniera volgare e maleducata all'interno della sala, e che raccontano divertiti della scarcerazione di Sola che era stato arrestato per furto, ma che scontata la pena era tornato in libertà, e per festeggiare l'evento, Raniero decide di passare il fine settimana ubriacandosi e drogandosi in discoteca, riuscendo a fare sesso occasionale con ragazze occasionali e prostitute, dove Raniero tradisce Esterina con un'amica di Pallesecche sulla spiaggia di Ostia, mostrando come in realtà lui sia schiavo del branco e si faccia coinvolgere in bravate di vario tipo, nonostante sia apparentemente diverso da loro nel linguaggio e negli atteggiamenti. Dopo il fine settimana passato tra la baldoria e gli stravizi, la banda si incontra di nuovo a giocare a biliardo nel bar del paese che è anche un club della Lazio, dove i suoi amici si sfidano a biliardo ascoltando la partita della Lazio che sta perdendo per 2-0 contro l'Atalanta, dove Ciccio e Raniero vengono sfottuti da Mostro e Pallesecche che sono tifosi della Roma, e che al tempo stesso gli rinfacciano dia avere poco carattere contro le loro famiglie considerate autoritarie e spilorce. Alcuni giorni dopo mentre si incontrano davanti al bar a chiacchierare, Sola racconta di aver "rimorchiato" insieme a Ottorino ed al Sor Quinto, due autostoppiste tedesche chiamate Sylvia e Marion, e di averle successivamente portate nella baracca dei rottami di Sor Quinto e invita gli altri a raggiungerlo là. Una volta giunti sul posto Raniero non stupra Sylvia, ma assiste allo stupro delle ragazze e rivela una profonda debolezza di carattere che gli impedisce di ribellarsi alla "legge del branco" finendo per collaborare con gli altri nel far da guardia a Sylvia mentre Marion viene violentata.
Quando Sylvia cerca di scappare, Raniero, temendo una reazione violenta nei suoi confronti da parte degli amici, la insegue fino a fermarla a colpi di bastone. Raniero non partecipa allo stupro ma questo non lo rende migliore degli altri, anzi, per dimostrarsi all'altezza del branco è lui che propone di chiamare altra gente del paese per costringere le ragazze a prostituirsi in modo che il Sor Quinto e tutto il gruppo possano guadagnare qualcosa da quella violenza collettiva, diventando perciò vittima e carnefice del branco, poiché pur non facendo violenza carnale a nessuna delle due, non denuncia i suoi amici mostrandosi così moralmente complice. Assiste poi sconvolto dalla reazione degli abitanti del suo paese i quali partecipano allo stupro, ma continua a dimostrarsi un debole e non fa niente per denunciare quello che accade. Parecchi uomini del paese, alcuni dei quali sposati con figli e dallo stile di vita borghese ed apparentemente irreprensibile, decidono di recarsi all'officina del Sor Quinto, per fare sesso con le ragazze prigioniere, collaborando con la banda dei balordi a mantenere il segreto.
Quando poi Marion nel tentativo di opporsi all'ennesimo abuso viene uccisa da un colpo di martello sferratole da Pallesecche, causando una fuga in massa da parte delle persone presenti nella baracca, ed anche Sylvia riesce a fuggire approfittando della confusione, e scoperta la fuga dell'autostoppista tedesca, Raniero viene incaricato da Ottorino di ritrovarla e riportarla indietro. Ancora una volta il condizionamento alla "legge del branco" ha il sopravvento e Raniero sta quasi per raggiungere Sylvia che riesce a sfuggirgli per un soffio trovando rifugio presso una casa cantoniera ferroviaria. La coppia che la accoglie in casa si mette in contatto con i carabinieri che in base alle indicazioni di Sylvia fermano, increduli, Raniero, proprio davanti agli occhi dello zio carabiniere e della fidanzata Esterina che passava di lì per caso con la corriera.

## I fatti realmente accaduti
La storia è ispirata a una vicenda realmente accaduta nella provincia romana, a Marcellina, nel 1983, quando due turiste tedesche in vacanza in Italia vennero prima sequestrate e quindi violentate da un gruppo di giovani balordi. In seguito gli stessi stupratori avvisarono numerosi adulti del paese, legati a malavita organizzata e traffico di droga, che ne abusarono a loro volta tenendole segregate per 48 ore, fino a quando le due vittime riuscirono a liberarsi. Gli stupratori, difesi dall’avvocato Pietro Nicotera, furono condannati a poco più di due anni di reclusione, in virtù del fatto che la legge sulla violenza sessuale di gruppo ancora non era vigente.

## Premi
Il film ha partecipato in concorso alla 51ª Mostra internazionale d'arte cinematografica di Venezia.